# Marshfield (condado de Plymouth)
Marshfield es un lugar designado por el censo ubicado en el condado de Plymouth en el estado estadounidense de Massachusetts. En el Censo de 2010 tenía una población de 4.335 habitantes y una densidad poblacional de 325,38 personas por km².

## Geografía
Marshfield se encuentra ubicado en las coordenadas 42°6′8″N 70°41′20″O / 42.10222, -70.68889. Según la Oficina del Censo de los Estados Unidos, Marshfield tiene una superficie total de 13.32 km², de la cual 13.12 km² corresponden a tierra firme y (1.5%) 0.2 km² es agua.

## Demografía
Según el censo de 2010, había 4.335 personas residiendo en Marshfield. La densidad de población era de 325,38 hab./km². De los 4.335 habitantes, Marshfield estaba compuesto por el 96.75% blancos, el 0.53% eran afroamericanos, el 0.18% eran amerindios, el 0.72% eran asiáticos, el 0% eran isleños del Pacífico, el 0.97% eran de otras razas y el 0.85% pertenecían a dos o más razas. Del total de la población el 0.92% eran hispanos o latinos de cualquier raza.